# Onon
Onon (russisk: Онон, tr. Onon; mongolsk: Онон гол,  tr. Onon gol) er en flod i Mongoliet og Zabajkalskij kraj i Rusland. Den er 1.032 km lang med et afvandingsareal på 96.200 km². Den har sit udspring på østskråningen af Khentijbjergene. De øverste 298 km af floden er i Mongoliet. Omkring 20 km opstrøms fra byen Sjilka løber Onon sammen med floden Ingoda og danner floden Sjilka.
Øvre Onon er et af de områder, hvor Djenghis Khan hævdes at være blevet født og opvokset.
Onon er floden Amurs fjerneste tilløb, og flodsystemet Amur—Sjilka—Onon udgør sammenlagt en af verdens ti længste floder på 4.252 km længde (2.874 km + 560 km + 1.032 km).